# أرارا
أرارا (بالبرتغالية: Arara) هي مدينة واقعة في بارايبا، البرازيل.
بلدية من بلديات ولاية بارابيا Paraíba في شمال شرق البرازيل. وهي تقع ضمن نطاق إقليم اغريستا باريبانو بمعتمدية كوريماتو الغربية وعلى بعد 142 كيلومترا من عاصمة الولاية خواو بيسوا. وهي تقع في اعالي سهل بوربوريما وعلى ارتفاع 467 متر فوق مستوى سطح البحر.